# Griet Wiersma
Griet Wiersma (Driesum, 22 juni 1959) is een zangeres van het Friese levenslied.

## Biografie
In 1989 begon Wiersma aan een zangcarrière naast haar werk als taxichauffeur. Na een auditie bij De Happy Tuners werd Wiersma uitgekozen uit acht dames. Nadat de band was gestopt, ging zij verder met het duo Challenge. Bij een van de optredens van Challenge was Teake van der Meer aanwezig. Dit resulteerde in 2000 in optredens met Teake en Minze Dijksma in heel Friesland. In 2001 volgde de show 40 jier Lytse Teake, waarvoor nieuwe nummers geschreven moesten worden. Een van de nummers was "Frysk Hynder". Dit nummer werd zo ontvangen dat er een mini-cd van Frysk Hynder werd opgenomen. Deze werd goed verkocht en samen met producer Fred van Vugt werd het album Frijheid gemaakt. Na het succes van de cd’s gaf Wiersma haar werk als taxichauffeur op, omdat het niet meer te combineren viel met de optredens. In 2004 werd Werom yn 'e tiid opgenomen, een cd met oude Friese liedjes. In 2005 volgde de cd Sirkel fan’t libben met net als op Frijheid allemaal liedjes uit het leven gegrepen.

## Discografie
1997 - It Alvestêdelied
1. It Alvestêdelied
2. Herinner De Dag
3. Jij En Ik
4. De Oude Clochard
5. Mooie Woorden
6. Liefde Is Geen Spel
7. Het Elfstedenlied

1999 - Golden Country Songs
1. Gypsy Woman
2. Mississippy
3. Jolene
4. Bye Bye Love
5. Why Not Me
6. Achy Breaky Heart
7. Distant Drums
8. Coalminers Daughter
9. Bad Moon Rising
10. These Boots
11. Queen Of Hearts
12. Hello Mary Lou
13. Islands In The Stream
14. Hillbilly Rock
15. Proud Mary
16. Long Live Love
17. My Bonny
18. Country Roads
19. Harper Valley P.T.A.
20. Walk Of Life
21. We'll Meet Again

2002 - Frysk Hynder
1. Frysk Hynder
2. d’ Aldman
3. Foar de grap
4. Yn’e Spegel
5. Het Friese Paard

2003 - Frijheid
1. Frijheid kin men net keapje
2. Op in feest
3. Finzen yn’e leafde
4. Op ‘e Jouwer der is hynstemerk
5. Werom hast my dat nea earder sein
6. ’t Famke fan’e winkel
7. Al dy jierren (duet mei Fred van Vugt)
8. Moaie simmernachten
9. De leafde fan mem
10. Do bist de man
11. Ik tink werom
12. De bern fan moarn
13. Nea sa tsjuster
14. De klokken
15. Fryslân myn heitelân
16. Frysk hynder
17. Foar de grap
18. Yn’e spegel

2004 - Werom yn’e tiid
1. Al sil de hele wrâld feroarje
2. It bûthúsbankje
3. Us pake syn klok
4. Yn’e lijte by de seedyk
5. Hoantsje op’e toer
6. It âldershûs
7. It feintsje fan Menaam
8. Wâldsang
9. Haadstel oan’e muorre
10. Simmermoarn
11. Koe ik mar efkes dyn oantlit wer sjen
12. Sliep sêft myn berntsje
13. Alwer in fries
14. Djip yn’e wâlden
15. See do wide see
16. Friezeliet
17. Ik wol in tút fan dy
18. Op in moaie simmerdei (duet mei Teake)

2004 - Foppe Bedankt!
1. Foppe Bedankt
2. Super-Friezen
3. Nea wer allinich
4. Fryslân myn heitelân

2005 - Sirkel fan ’t libben
1. Mei 50
2. Sjonge docht my goed
3. Sirkel fan ’t libben
4. Ik hald fan dy (duet mei Fred van Vugt)
5. Winter is wer yn’t lan
6. Dochter en mem (duet mei dochter Anneke)
7. Us eigen kroechje
8. Dat wie in tiid
9. Kommen en gean
10. Oh Jaap
11. As dan it feest foarby is
12. Yn’t wite san fan Rodos
13. De lytse Lutske
14. Friezen om utens
15. Nea wer allinnich

2007 - Wy binne Friezen
1. Wy binne Friezen (duet mei Rintje Kas)

2010 - Lit mei foar jim sjonge
1. De Fryske Mar
2. Lit my foar jim sjonge
3. Op'e buhne (duet mei Kobus Algra)
4. It Fryske liet
5. Yn die eagen
6. Pije de strjitmusikant (duet mei Gurbe Douwstra)
7. Playa Blanca
8. Goude swan
9. Klompen fan Scherjon
10. Ik bliuw dyn freon (duet mei Syb v/d Ploeg)
11. Wat in pracht skilderij
12. Germ gean no fuort
13. W as dekbed
14. Op'e moanne
15. Het Friese Meer

2012 - Opa en oma lied
1. Opa en oma lied
2. Pake en Beppe ferske

2015 - Genietsje fan disse dei
1. Genietsje fan dizze dei

2016 - Gouden Swan
1. Gouden Swan

2020 - Oars As Oars
1. Myn Huntsje
2. Pake En Beppe Ferske
3. Genietsje Fan Dizze Dei
4. Foar Dy
5. Myn Fryske Lan
6. If Only
7. Gypsy Woman
8. Blanket On The Ground
9. All You Even Do
10. Banks Of Ohio
11. Wings Of A Snow White Dove (Duet mei Hendrik Waringa)
12. Blauwe Eagen Yn'e Rein
13. Tegearre (duet mei Jaap Louwes)
14. Roaske Myn Roaske
15. Heldre Stjer
16. Twa Simmer Lang
17. Keatse Docht Men Oeral Op'e Wrald (duet mei Piter Wilkens)
18. Wy Bin Friezen (duet mei Rintje Kas)
19. Twa Fryske Sjongeressen (duet mei Anneke Douma)
20. Fryske Pastorale (duet mei Arnold de Jong)
21. Skipperssankje (duet mei het Westerlauwers Manljuskoar)

2024 - Skûtjeskipper
1. Skûtjeskipper

## Hitlijsten

### Albums
| Album met eventuele hitnotering(en) in de Nederlandse Album Top 100 | Datum van verschijnen | Datum van binnenkomst | Hoogste positie | Aantal weken | Opmerkingen |
| ------------------------------------------------------------------- | --------------------- | --------------------- | --------------- | ------------ | ----------- |
| Lit my foar jim sjonge                                              | 2009                  | 19-09-2009            | 79              | 1            |             |

### Dvd's
| Dvd's met hitnoteringen in de Nederlandse Music Top 30 | Datum van verschijnen | Datum van binnenkomst | Hoogste positie | Aantal weken | Opmerkingen                           |
| ------------------------------------------------------ | --------------------- | --------------------- | --------------- | ------------ | ------------------------------------- |
| Skoft Yn'e tijd                                        | 2010                  | 17-04-2010            | 3               | 28           | met Teake van der Meer & Minze Dyksma |
| Efkes de sinnen fersette                               | 2012                  | 16-06-2012            | 7               | 3            | met Teake van der Meer & Minze Dyksma |
| Moat it no sa..?!                                      | 2014                  | 26-04-2014            | 4               | 6            | met Teake van der Meer & Minze Dyksma |